# .bw
.bw је највиши Интернет домен државних кодова (ccTLD) за Боцвана. Администриран је од стране Универзитета Боцване.